# Camalcolaimus propinquus
Camalcolaimus propinquus är en rundmaskart. Camalcolaimus propinquus ingår i släktet Camalcolaimus, och familjen Leptolaimidae. Arten är reproducerande i Sverige.